# Chirixalus cherrapunjiae
Chirixalus cherrapunjiae és una espècie d'amfibi que viu a l'Índia i, possiblement també, a Bangladesh i Myanmar.